# Hirtodrosophila latifrontata
Hirtodrosophila latifrontata är en tvåvingeart som först beskrevs av Frota-pessoa 1945.  Hirtodrosophila latifrontata ingår i släktet Hirtodrosophila och familjen daggflugor. Inga underarter finns listade i Catalogue of Life.